# Шаумян (Арарат)
Шаумян (вірм. Շահումյան) — село в марзі Арарат, центральна Вірменія.

## Географія
Село розташоване за 3 км на південний схід від міста Арташат, за 3 км на південний захід від села Айгепат та за 3 км на північний захід від села Таперакан.